# Santo Spirito (Palermo)
Santo Spirito (Sanctus Spiritus de Panormo) ist eine Kirche und eine ehemalige Zisterzienserabtei in Palermo. Die Kirche liegt im Friedhof Sant’Orsola.

## Geschichte

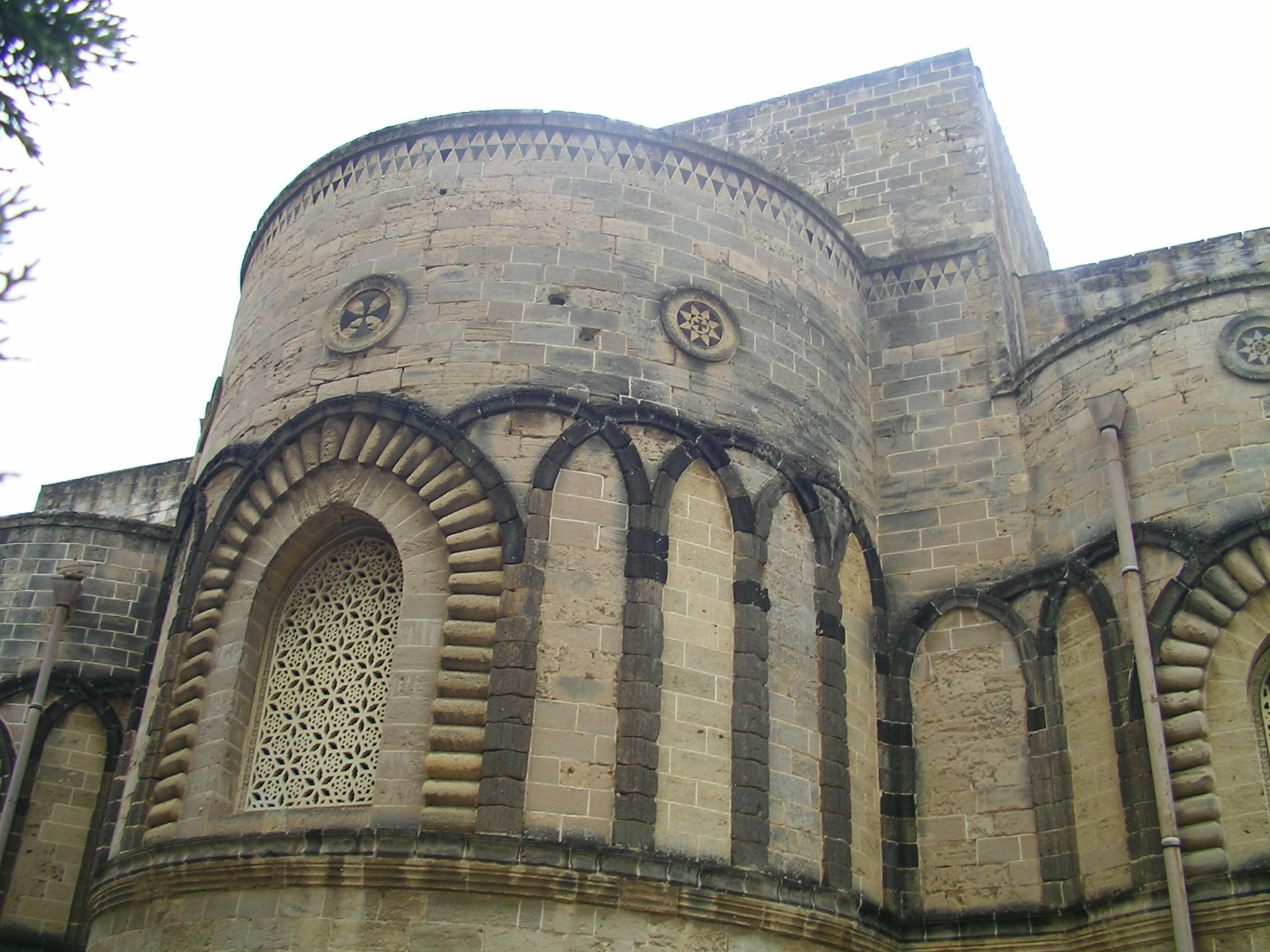
Apsiden

Zwischen 1173 und 1178 gründete Erzbischof Walter von Palermo außerhalb der Stadt, aber noch diesseits des Flusses Oreto, eine Zisterzienserabtei, für deren Besiedelung er Mönche aus dem kalabresischen Kloster Sambucina holte. Das Kloster gehörte damit der Filiation der Primarabtei Clairvaux an. König Wilhelm II. hat die Stiftung ebenfalls gefördert, auch die Königinmutter Margarete. Wahrscheinlich befand sich am Ort bereits eine Kapelle mit dem Heilig-Geist-Patrozinium, das für die Zisterzienser damals ungebräuchlich war.  1196 wurde das Priorat Santa Maria di Altopiano in Kalabrien angeschlossen. Ob Joachim von Fiore bei seinen Aufenthalten am Königshof zu Palermo in Santo Spirito logierte, ist in den wenigen erhaltenen Quellen nicht fassbar. Der erste namentlich bekannte Abt Alexander ist 1196 belegt. Unbekannt ist der Name des Abtes, der 1214 nicht am Generalkapitel teilnahm, jedoch auf Befehl des Papstes entschuldigt wurde. Im Jahr 1232 unterstellte das Generalkapitel des Ordens das Kloster dem Kloster Casamari.

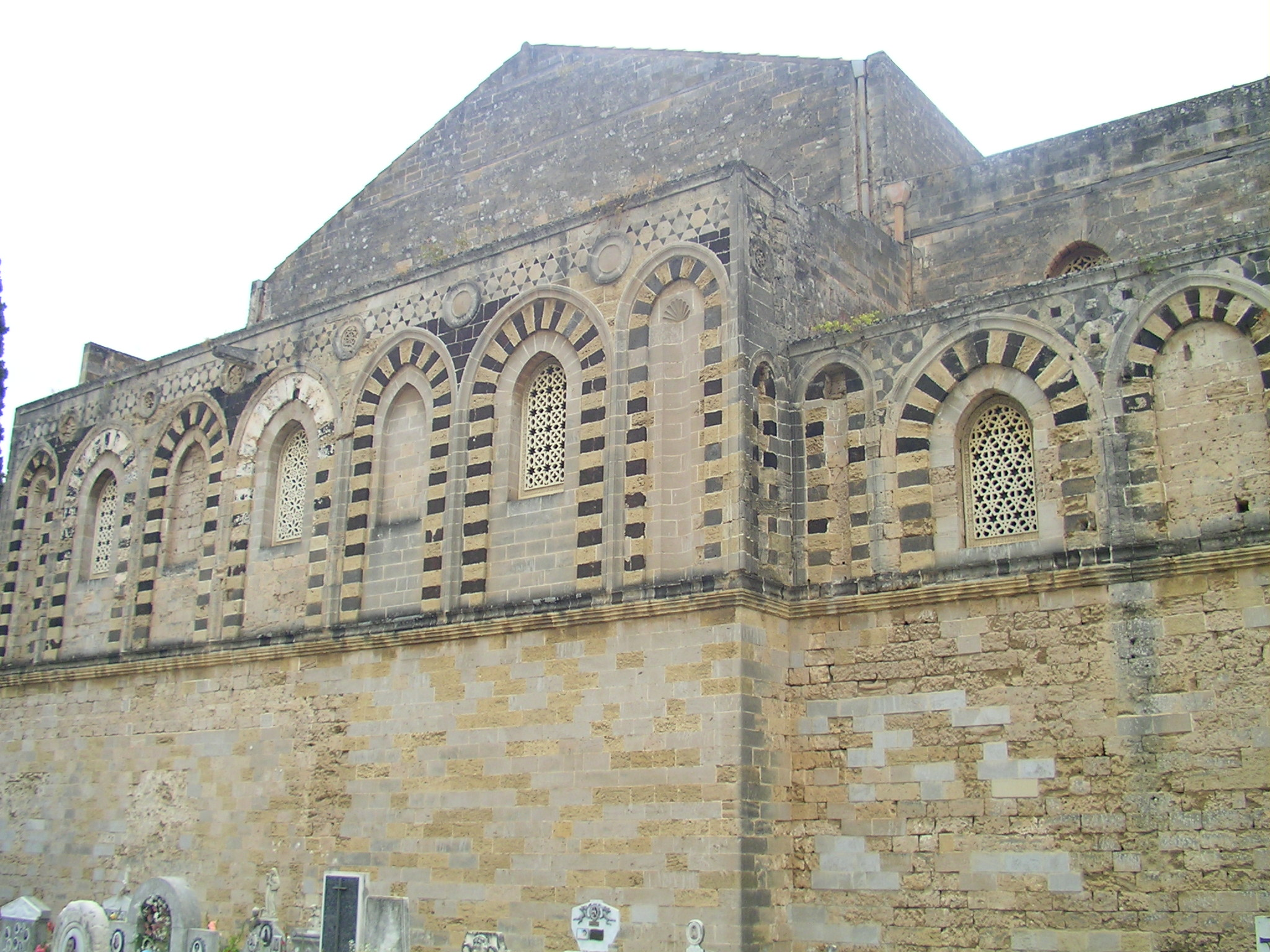
Blick auf den linken Kreuzarm und Teile des Langhauses

Am 30. März 1282 fand zum Zeitpunkt der Vesper des Ostermontags auf dem Platz neben der Kirche ein Zwischenfall der Bevölkerung von Palermo statt, der als Auslöser der Sizilianischen Vesper gilt. Daher wird die Kirche auch Chiesa del Vespro (Kirche der Vesper) genannt.
Nach dem Tod des letzten Zisterzienserabtes Bonifacio di Bono im Jahr 1443 wurde die Abtei als Kommende an Gio Peralta und sodann an den königlichen Kaplan Antonio Ferro und später an Kardinalnepoten vergeben: (Marco Barbo (1468 bis 1491), Lorenzo Cibo de’ Mari von 1492 bis 1503). 1504 (nach einer weiteren Vergabe als Kommende durch den König an Francesco della Rovere endgültig 1516) schloss König Ferdinand das Kloster an das Hospital von Palermo (Grande Ospedale) an.
1573 wies der Senat von Palermo das Kloster den Olivetanern als Ausweichquartier zu, da deren Niederlassung Santa Maria dello Spasimo einer Erweiterung der Stadtbefestigung weichen musste. Zu den Ausstattungsstücken, die an den neuen Sitz verbracht wurden, gehörte ein Gemälde von Raffael, das aber entfremdet wurde und heute als Spasimo di Sicilia im Prado hängt.
Im 18. Jahrhundert wurde das Kloster während der Sommermonate wegen der ungünstigen klimatischen Verhältnisse regelmäßig vorübergehend verlassen. 1782 legte der Vizekönig Caracciolo den Friedhof an, das Kloster war zu diesem Zeitpunkt bereits aufgegeben. 1783 wurden alle Klostergebäude abgebrochen.

## Kirche
Nach Abbruch des Kreuzgangs ist nur die Kirche erhalten, die nördlich der ehemaligen Klausur liegt. Der Chor ragt seitlich nur wenig über die Langhausbreite hinaus. Die spitzgiebelige Fassade hat mit der ursprünglichen nichts gemein. Nordseite und Apsiden sind im oberen Bereich mit polychromen Bögen und Ornamenten verziert. In einem Teil der Bögen befinden sich spitzbogige Fenster. Die den Apsiden haben sich überschneidende Blendbögen. Die spitzbogigen Apsisfenster sind von einer Art Faltenfries umrahmt.
Die Kirche ist eine ungewölbte dreischiffige Basilika mit drei halbrunden Apsiden, quadratischen Pfeilern im Chor und Rundpfeilern im Langhaus. Der Chor ist gegenüber dem Langhaus erhöht. An der Holzdecke sind noch Spuren einer ursprünglichen Bemalung vorhanden. Die Barockisierung des 17. Jahrhunderts wurde 1882 wieder rückgängig gemacht.